# Jim Baird
James Richard Baird, detto Jim (Covington, 4 giugno 1945), è un politico statunitense, membro della Camera dei Rappresentanti per lo stato dell'Indiana.

## Biografia
Baird ha servito nell'esercito americano partecipando anche alla guerra del Vietnam, dove ha perso il braccio sinistro in un incidente il 12 marzo 1971.
Inizia la sua carriera politica nel 2006 quando viene eletto commissario della contea di Putnam. Nel 2010 viene eletto alla Camera dei rappresentanti dell'Indiana dove rimane per 8 anni. Nel 2018 si candida alle elezioni per la Camera dei rappresentanti nel quarto distretto dell'Indiana, lasciato da Todd Rokita che si era candidato senza poi essere eletto al Senato. Viene eletto il 6 novembre 2018 con il 64,3% dei voti.